# Bernd Bader
Bernd Bader (* 18. März 1945 in Honau) ist ein deutscher Bibliothekar und Klassischer Philologe.

## Leben und Wirken
Bernd Bader legte 1963 am Friedrich-List-Gymnasium Reutlingen seine Reifeprüfung ab und studierte dann bis zu seinem Staatsexamen für den höheren Schuldienst im Jahre 1968 Lateinische Philologie, Griechische Philologie, Klassische Archäologie, Geschichte und Anglistik an der Universität Tübingen, unterbrochen von einem Studiensemester an der Justus-Liebig-Universität Gießen. 1970 wurde er im Fach Klassische Philologie bei Konrad Gaiser in Tübingen promoviert; für seine Dissertation („Szenentitel und Szeneneinteilung bei Plautus“) hatte er 1969 in Rom Handschriftenstudien betrieben.
Von 1971 bis 1974 war Bader wissenschaftlicher Angestellter beim Thesaurus Linguae Latinae in München. Als Bibliotheksreferendar an der Württembergischen Landesbibliothek trat er 1974 in die Ausbildung für den höheren Bibliotheksdienst ein und absolvierte die Fachprüfung hierfür 1976 am Bibliothekar-Lehrinstitut des Landes Nordrhein-Westfalen. Nach kurzer Tätigkeit als wissenschaftlicher Assistent am Institut für Klassische Altertumskunde der Christian-Albrechts-Universität zu Kiel begann er 1977 seine Arbeit als wissenschaftlicher Bibliothekar an der Universitätsbibliothek Gießen. Dort war er bis zum Eintritt in den Ruhestand 2008 tätig und leitete unter anderem die Sondersammlungen (Handschriften, Inkunabeln) dieser Bibliothek und die Abteilung Sacherschließung.
In seinen Veröffentlichungen beschäftigt sich Bader vor allem mit den wertvollen Handschriften und historischen Drucken der Universitätsbibliothek Gießen.

## Schriften
- The „Psophos“ of the House-Door in Greek New Comedy. In: Antichthon. Band 5 (1971), S. 35–48.
- Beiträge aus der Thesaurus-Arbeit XVIII. In: Museum Helveticum. Band 30 (1973), S. 209–227.
- Probleme der Katalogisierung antiker Werke nach den „Regeln für die alphabetische Katalogisierung“. Bibliothekar-Lehrinstitut des Landes Nordrhein-Westfalen, Köln 1976.
- Die klassisch-altertumswissenschaftliche Zeitschriftenliteratur. Eine Zitateanalyse (= Berichte und Arbeiten aus der Universitätsbibliothek und dem Universitätsarchiv Gießen. Band 34). Gießen 1981.
- Die Handschriftensammlung der Universitätsbibliothek Gießen. In: Zeitschrift für Bibliothekswesen und Bibliographie. Band 30 (1983), S. 219–225.
- Ein beneventanisches Handschriftenfragment in der Universitätsbibliothek Gießen. In: Forschungen aus der Handschriftenabteilung der Universitätsbibliothek Gießen (= Berichte und Arbeiten aus der Universitätsbibliothek und dem Universitätsarchiv Gießen. Band 39). Gießen 1985, S. 1–14.
- Jacob Grimm und Lorenz Diefenbach im Briefwechsel. Begleitheft zu einer Ausstellung in der Universitätsbibliothek Gießen vom 2. bis 24. Dezember 1985 (= Berichte und Arbeiten aus der Universitätsbibliothek und dem Universitätsarchiv Gießen. Band 40). Gießen 1985.
- (Mitautor): Hartmut Broszinski (Hrsg.): Ein Schatz, wird er mit Augen gesehn? Kostbare Handschriften und Drucke in hessischen Bibliotheken. Sparkassen-Kulturstiftung Hessen-Thüringen, Frankfurt/M. 1995.
- Persius mit Scholien auf einem Handschriftenfragment der Universitätsbibliothek Gießen. In: Hermes. Band 123 (1995), S. 218–232.
- Die Handschriften und historischen Buchbestände der Universitätsbibliothek Gießen. In: Gießener Universitätsblätter. Band 38 (2005), S. 55–67.
- Glanzlichter der Rara-Sammlung. In: Irmgard Hort, Peter Reuter (Hrsg.): Aus mageren und ertragreichen Jahren. Streifzüge durch die Universitätsbibliothek Gießen und ihre Bestände (= Berichte und Arbeiten aus der Universitätsbibliothek und dem Universitätsarchiv Gießen. Band 58). Gießen 2007, ISBN 3-9808042-7-5, S. 82–101.
- Autographen berühmter Persönlichkeiten. In: Irmgard Hort, Peter Reuter (Hrsg.): Aus mageren und ertragreichen Jahren. Streifzüge durch die Universitätsbibliothek Gießen und ihre Bestände (= Berichte und Arbeiten aus der Universitätsbibliothek und dem Universitätsarchiv Gießen. Band 58). Gießen 2007, ISBN 3-9808042-7-5, S. 200–223.
- Mäzene, Künstler, Büchersammler. Exlibris der Universitätsbibliothek Gießen (= Berichte und Arbeiten aus der Universitätsbibliothek und dem Universitätsarchiv Gießen. Band 57). Gießen 2007, ISBN 978-3-9808042-6-4.
- Die Briefe von Carl Vogt in der Universitätsbibliothek Gießen. In: Mitteilungen des Oberhessischen Geschichtsvereins Gießen. Band 94 (2009), S. 91–123.
- Lateinische metrische Hausinschriften in Wetzlar, Gießen und Umgebung. In: Mitteilungen des Wetzlarer Geschichtsvereins. Band 45 (2011), S. 25–92.
- Fragmenta Gissensia. Antike lateinische Literatur in Handschriftenfragmenten der UB Gießen (= Berichte und Arbeiten aus der Universitätsbibliothek und dem Universitätsarchiv Gießen. Band 63). Gießen 2015, ISBN 978-3-944682-04-4.
- Josephus Latinus: De bello Iudaico, Buch 1. Herausgegeben und kommentiert (= Palingenesia. Band 119). Franz Steiner, Stuttgart 2019, ISBN 978-3-515-12430-0.